# ヒューゴ・ラーション
ヒューゴ・ラーション（Hugo Larsson, 2004年6月24日 - ）は、スウェーデン・スヴァルテ出身のプロサッカー選手。スウェーデン代表。ブンデスリーガ・アイントラハト・フランクフルト所属。ポジションはミッドフィールダー。

## 経歴

### クラブ
地元スヴァルテのクラブチームを経て、12歳の時にマルメの下部組織に入団。2022年に17歳でトップチームに昇格。同年2月20日のスウェーデンカップのGAIS戦で、後半30分に交代で起用されプロデビューを果たし、5-1で勝利。4月11日の国内リーグアルスヴェンスカンのエルフスボリ戦では、後半開始から起用され、リーグ戦初出場。11月6日のデーゲルフォルシュ戦ではプロ初ゴールを記録した。
2023年5月29日、2023-24シーズンからアイントラハト・フランクフルトへ移籍することが決定し、5年契約を交わした。

### 代表

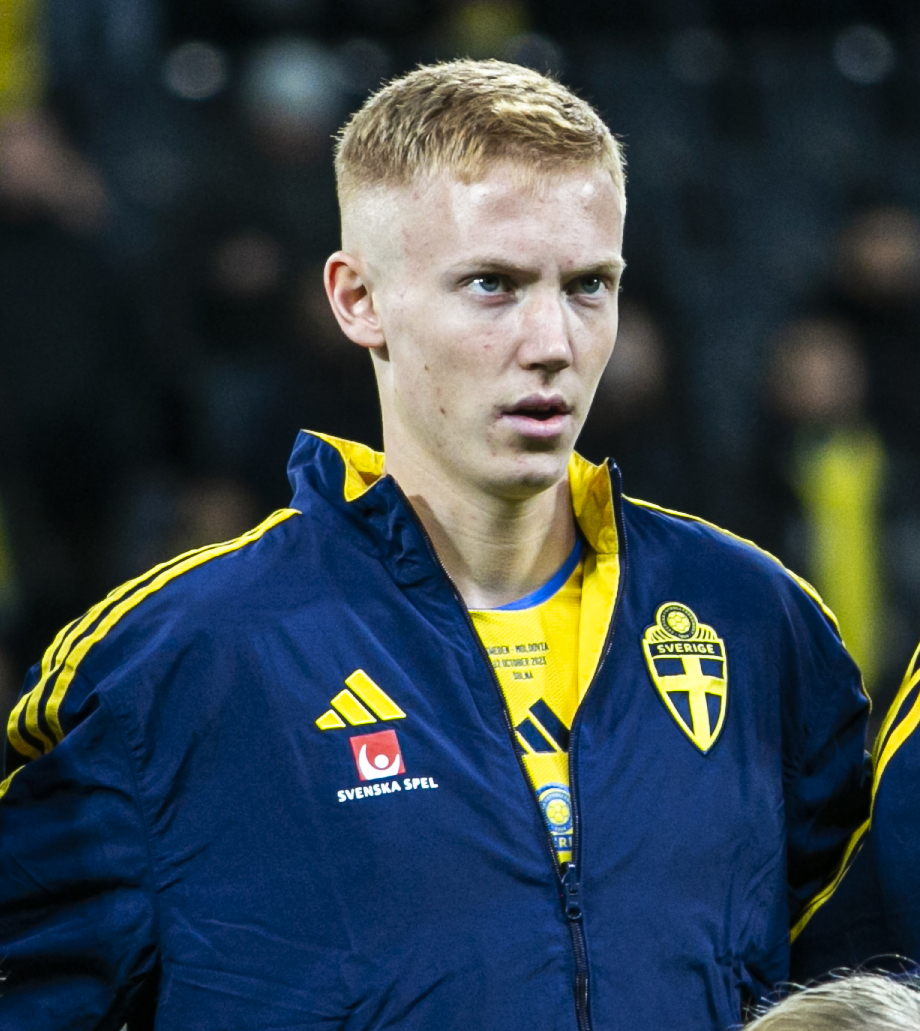
スウェーデン代表でのラーション（2023年）

プロデビュー前の2021年より、ユース世代のスウェーデン代表でプレー。2023年1月にはフル代表に初招集され、9日のフィンランド戦で先発出場し、代表デビュー。後半17まで出場し、試合も2-0で勝利した。

## 個人成績

### クラブ
| 国内大会個人成績 | 国内大会個人成績 | 国内大会個人成績 | 国内大会個人成績   | 国内大会個人成績 | 国内大会個人成績 | 国内大会個人成績 | 国内大会個人成績 | 国内大会個人成績 | 国内大会個人成績 | 国内大会個人成績 | 国内大会個人成績 |
| 年度             | クラブ           | 背番号           | リーグ             | リーグ戦         | リーグ戦         | リーグ杯         | リーグ杯         | オープン杯       | オープン杯       | 期間通算         | 期間通算         |
| 年度             | クラブ           | 背番号           | リーグ             | 出場             | 得点             | 出場             | 得点             | 出場             | 得点             | 出場             | 得点             |
| スウェーデン     | スウェーデン     | スウェーデン     | スウェーデン       | リーグ戦         | リーグ戦         | リーグ杯         | リーグ杯         | オープン杯       | オープン杯       | 期間通算         | 期間通算         |
| ---------------- | ---------------- | ---------------- | ------------------ | ---------------- | ---------------- | ---------------- | ---------------- | ---------------- | ---------------- | ---------------- | ---------------- |
| 2022             | マルメ           | 31               | アルスヴェンスカン | 27               | 1                | 6                | 0                | -                | -                | 33               | 1                |
| 2023             | マルメ           | 31               | アルスヴェンスカン | 12               | 2                | 3                | 0                | -                | -                | 15               | 2                |
| ドイツ           | ドイツ           | ドイツ           | ドイツ             | リーグ戦         | リーグ戦         | リーグ杯         | リーグ杯         | DFBポカール      | DFBポカール      | 期間通算         | 期間通算         |
| 2023-24          | フランクフルト   | 16               | ブンデスリーガ     | 29               | 2                | -                | -                | 3                | 0                | 32               | 2                |
| 2024-25          | フランクフルト   | 16               | ブンデスリーガ     | 33               | 3                | -                | -                | 3                | 0                | 36               | 3                |
| 通算             | スウェーデン     | スウェーデン     | アルスヴェンスカン | 39               | 3                | 9                | 0                | -                | -                | 48               | 3                |
| 通算             | ドイツ           | ドイツ           | ブンデスリーガ     | 62               | 5                | -                | -                | 6                | 0                | 68               | 5                |
| 総通算           | 総通算           | 総通算           | 総通算             | 101              | 8                | 9                | 0                | 6                | 0                | 116              | 8                |

### 代表
| スウェーデン代表 | 国際Aマッチ | 国際Aマッチ |
| 年               | 出場        | 得点        |
| ---------------- | ----------- | ----------- |
| 2023             | 4           | 0           |
| 2024             | 4           | 0           |
| 2025             | 1           | 0           |
| 通算             | 9           | 0           |